# Elymnias hypermnestra
Az Elymnias hypermnestra a rovarok (Insecta) osztályának lepkék (Lepidoptera) rendjébe, ezen belül a tarkalepkefélék (Nymphalidae) családjába tartozó faj.

## Előfordulása
Az Elymnias hypermnestra előfordulási területe India déli fele és Délkelet-Ázsia.

## Alfajai
- Elymnias hypermnestra agina
- Elymnias hypermnestra baliensis
- Elymnias hypermnestra caudata
- Elymnias hypermnestra discrepans
- Elymnias hypermnestra fraterna
- Elymnias hypermnestra hainana
- Elymnias hypermnestra hypermnestra (Linnaeus, 1763)
- Elymnias hypermnestra kangeana T. Aoki & Uémura, 1982
- Elymnias hypermnestra meridionalis
- Elymnias hypermnestra nimota
- Elymnias hypermnestra robinsona Monastyrskii & Devyatkin, 2003
- Elymnias hypermnestra septentrionalis
- Elymnias hypermnestra tinctoria
- Elymnias hypermnestra tonkiniana
- Elymnias hypermnestra undularis

## Megjelenése
E fajon belül jelentős a nemi kétalakúság, azaz a hímnemű és nőnemű példányok nem hasonlítanak egymásra. A hím elülső szárnyainak felső fele fekete, kis kékes foltozással; a hátsó szárnyak vöröses barnák. A szárnyak alsó fele gesztenyebarna fehéres sávozással, mint a négy szárny széle felé. A nőstény szárnyainak alsó fele kissé hasonlít a híméhez, azonban halványabbak a színei és sárga sáv is látható; szárnyainak felső fele különböző királylepkefajokat (Danaus) utánoz.

## Életmódja
A hernyó a következő növényekkel táplálkozik: kókuszpálma (Cocos nucifera), Calamus pseudo-tenuis, rotangpálma (Calamus rotang), Calamus thwaitesii, Phoenix loureiroi és bokorpálmafajok (Licuala).

## Képek

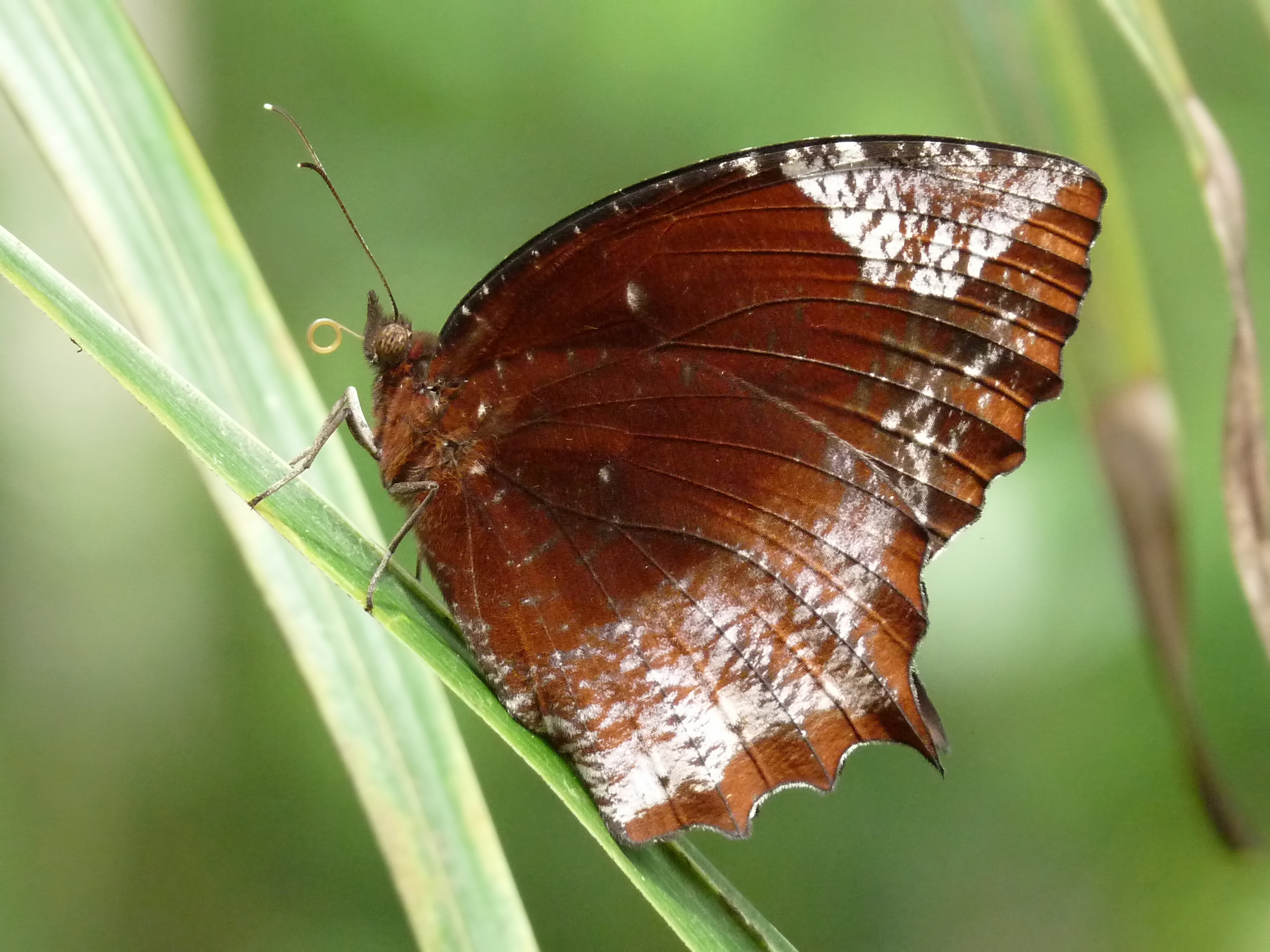
caudata hím alulról
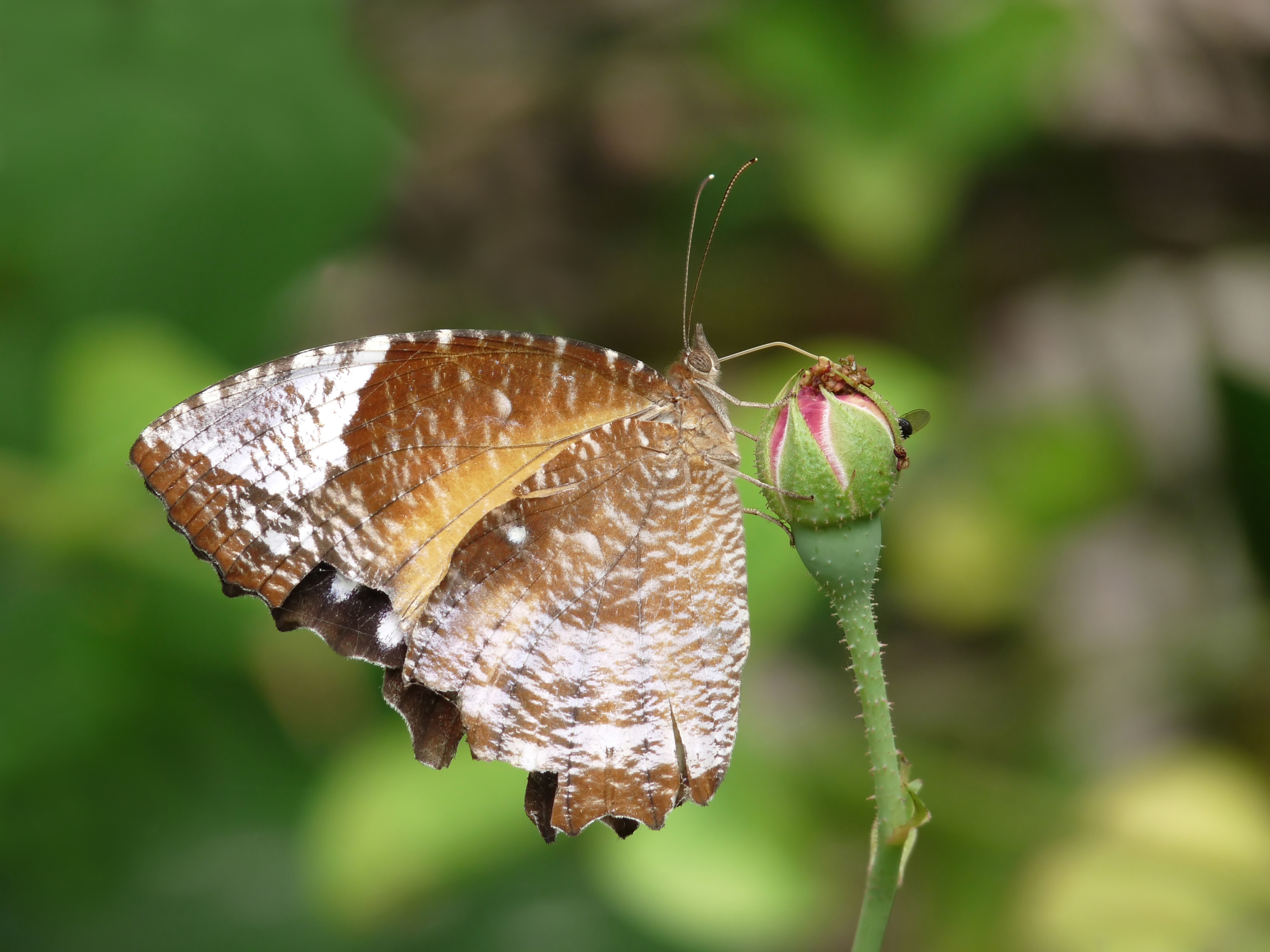
caudata nőstény alulról
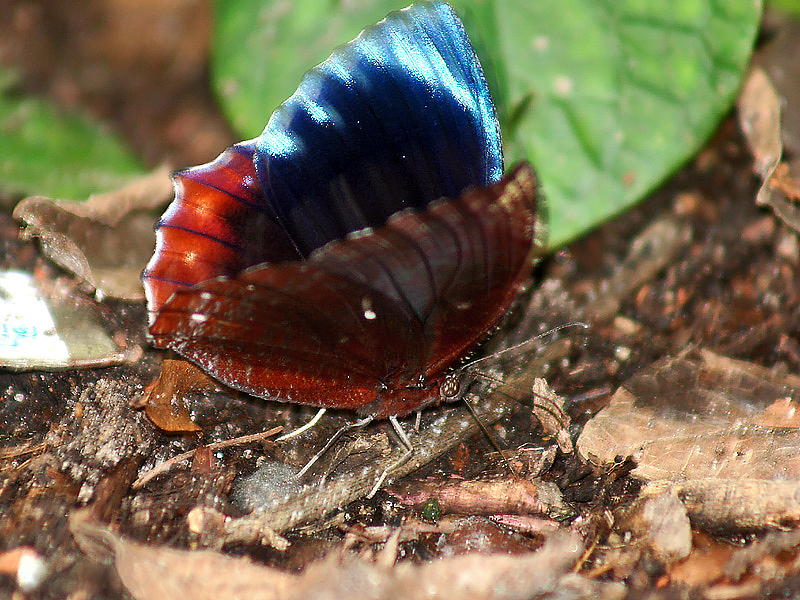
undularis
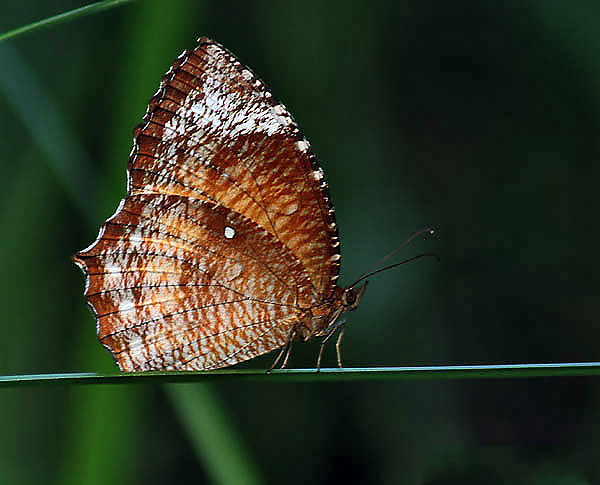
hímek
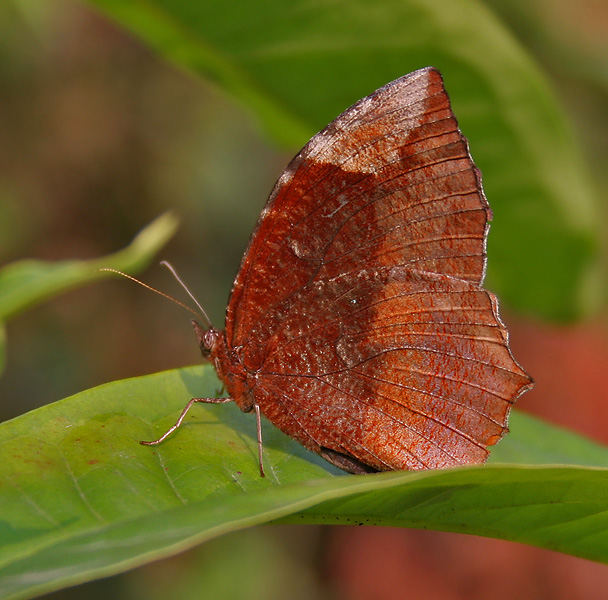
undularis nőstény
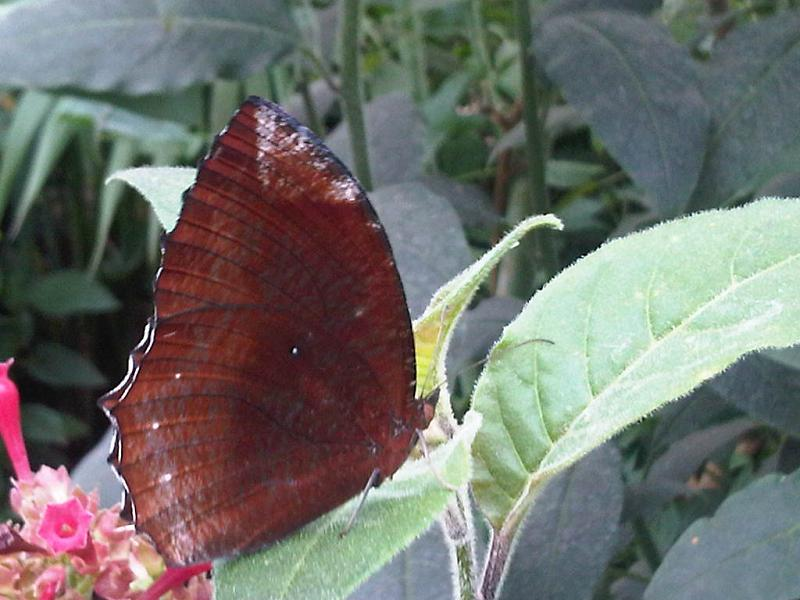
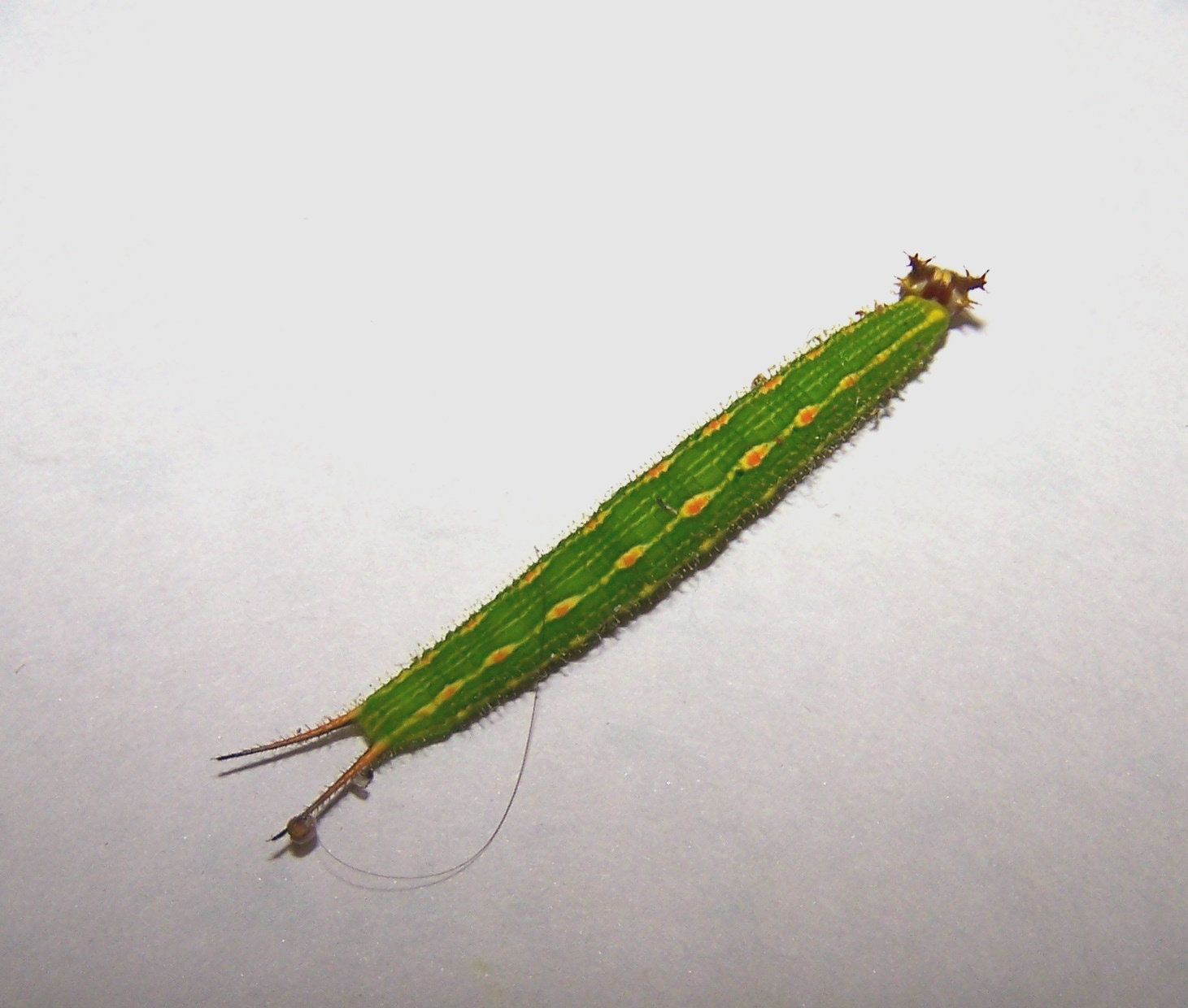
hernyó
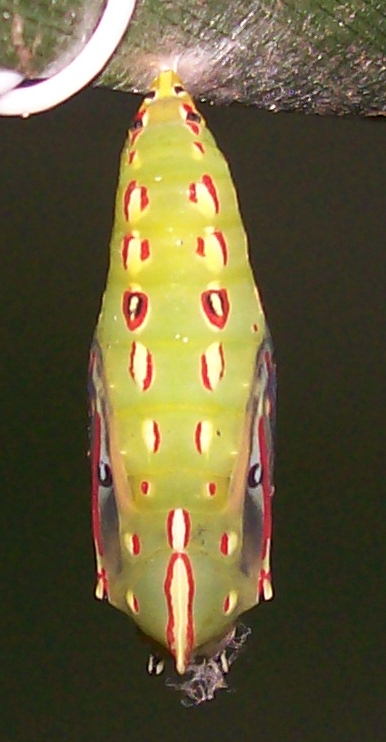
báb

### Fordítás
- Ez a szócikk részben vagy egészben  az   Elymnias hypermnestra című angol Wikipédia-szócikk ezen változatának fordításán alapul.  Az eredeti cikk szerkesztőit annak laptörténete sorolja fel. Ez a jelzés csupán a megfogalmazás eredetét és a szerzői jogokat jelzi, nem szolgál a cikkben szereplő információk forrásmegjelöléseként.